# Chromogisaurus
Chromogisaurus é um gênero de dinossauro saurópode do Triássico Superior da Argentina. Há uma única espécie descrita para o gênero Chromogisaurus novasi.